# Lisa Gerrard
 (avril 2016).
Si vous disposez d'ouvrages ou d'articles de référence ou si vous connaissez des sites web de qualité traitant du thème abordé ici, merci de compléter l'article en donnant les références utiles à sa vérifiabilité et en les liant à la section « Notes et références ».
Pour les articles homonymes, voir Gerrard.

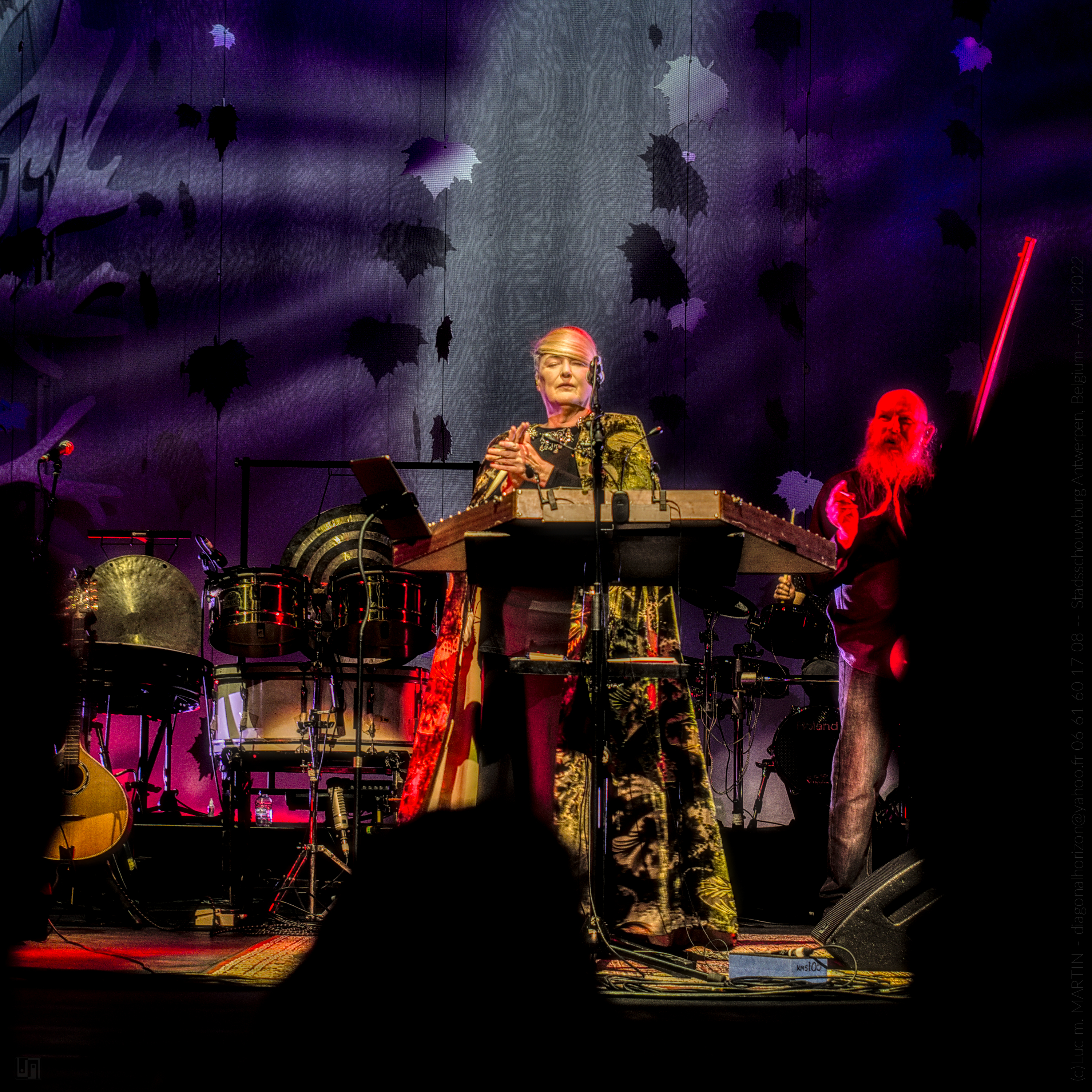
Lisa Gerrard en concert dans son groupe Dead Can Dance, avril 2022, Anvers, Belgique

Lisa Gerrard /ˈliːsə ˈd͡ʒerəd/, née le 12 avril 1961 à Melbourne, est une musicienne, chanteuse et compositrice australienne qui est devenue célèbre en faisant partie du groupe Dead Can Dance. Elle est connue pour sa technique vocale unique, influencée depuis son enfance par le multiculturalisme de Melbourne. Elle est une contralto dramatique qui possède une étendue vocale variant sur trois octaves.
Née et élevée à Melbourne, Gerrard a joué un rôle central dans la Little Band Scene de la ville. Elle dirige le groupe de post-punk Microfilm avant de cofonder en 1981 Dead Can Dance avec Brendan Perry. Avec lui, elle explore de nombreux styles basés sur la musique traditionnelle et moderne, donnant les bases de la dark wave néo-classique. Elle chante dans une langue inventée étant petite et parfois en anglais. En plus du chant, Gerrard est instrumentiste pour une grande partie de son travail, utilisant souvent le yangqin, un instrument de musique chinois à cordes frappées. Le premier album solo de Gerrard, The Mirror Pool, paraît en 1995. Elle participe à de nombreux projets, le premier étant avec Pieter Bourke pour l'album Duality, et collabore avec des artistes comme Balázs Havasi, Patrick Cassidy ou Klaus Schulze. Elle compose en grande partie des musiques de films qui, pour beaucoup, ont été primées.
Depuis le début de sa carrière solo, Gerrad a publié quatre albums solo et a collaboré sur seize albums. Elle a composé et contribué à la création de 48 bandes originales et reçoit un Golden Globes pour celle réalisé pour le film Gladiator, en collaboration avec Hans Zimmer. Elle écrit seule celle pour le film Balibo et gagne un ARIA Awards dans la catégorie « Meilleure bande originale ». Au total, Gerrard a remporté 11 prix et a été nommée 23 fois, dont deux fois au Grammy Awards.

## Biographie
Née de parents irlandais émigrés en Australie, Lisa Gerrard grandit à Prahran dans la banlieue de Melbourne, parmi les communautés grecques, turques, italiennes, et arabes qui influenceront sa musique.

### Dead Can Dance
En 1981, elle crée avec Brendan Perry le groupe Dead Can Dance . Ce nom de groupe est inspiré de celui d'un masque rituel aborigène qui orne la pochette de leur premier album éponyme sorti en 1984,.
Dead Can Dance se sépare en 1998. Il se reforme en 2005 pour une tournée européenne et nord-américaine, avec de nouvelles compositions telles que Saffron ou Hymn for the Fallen. Les albums Anastasis et Dionysus, les premiers depuis la reformation, sortent respectivement en 2012 et 2018.

### Carrière en solo
En 1995 paraît son premier album solo, The Mirror Pool. 
Après la séparation de Dead Can Dance, Lisa Gerrard poursuit sa carrière solo. Un Golden Globe lui est décerné pour la musique du film Gladiator qu'elle a écrite en collaboration avec le compositeur Hans Zimmer.
Au printemps 2007, Lisa Gerrard effectue une tournée solo qui passe en Australie, en Europe puis en Amérique du Nord. À l'automne de la même année, elle se produit à nouveau en Europe et en Russie.

### Autres projets
En juin 2008, le musicien de musique électronique allemand Klaus Schulze sort un album intitulé Farscape avec la voix de Lisa Gerrard. Cet album est le début de plusieurs collaborations entre le musicien et la chanteuse.

## Chant

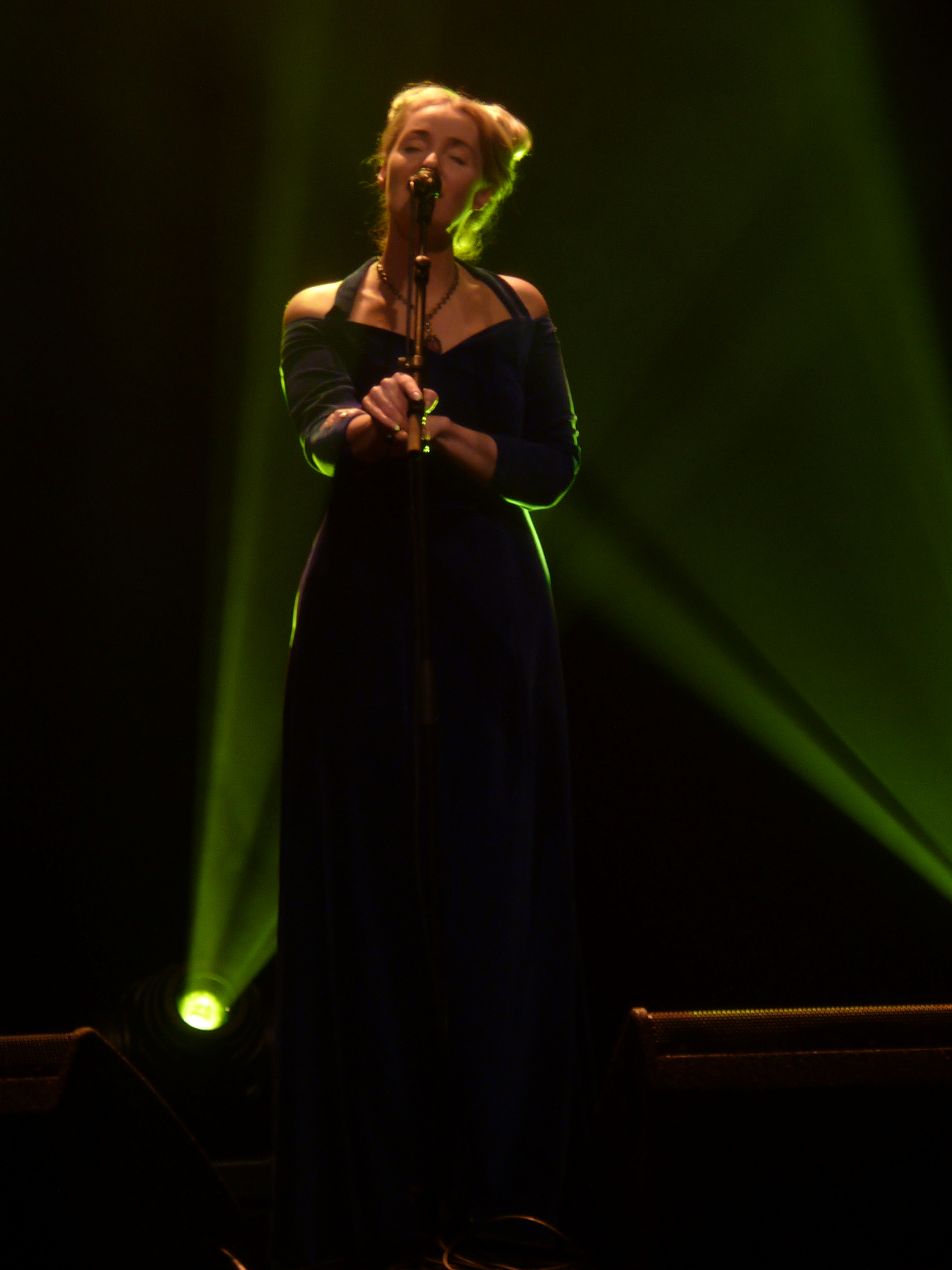
Paris, 2009

Sa musique a tour à tour été qualifiée de new wave, gothique, et de world music[réf. souhaitée].
Sa technique de chant est riche et lui confère un caractère unique, sa voix profonde de contralto, sombre et aérienne, se mêle à des mélopées incantatoires, tantôt éthérées, tantôt tribales, inspirées de chants sacrés, mystiques, ou de transes hypnotiques.
Sa gamme vocale est contralto dramatique et couvre trois octaves comme avec les morceaux Sanvean, Sacrifice, Largo, Lament et Not Yet , et se prolonge en mezzo-soprano dramatique[réf. souhaitée] comme pour The Host of Seraphim, Elegy, Space Weaver, Come This Way et One Perfect Sunrise.
Elle chante dans plusieurs langues comme l'anglais, le breton, le catalan, ou encore le persan. 
En outre, Lisa Gerrard a développé, depuis l'âge de douze ans, sa propre langue idiosyncrasique (idioglossie), proche de  la glossolalie. Cette langue est particulièrement mise en évidence dans ses chansons, telles que Now We Are Free, Come Tenderness, Serenity, The Valley of the Moon, Tempest, Pilgrimage of Lost Children, Coming Home et Sanvean[réf. souhaitée].

## Littérature
La voix de Lisa Gerrard a servi d'inspiration à l'auteur français Jean-Marc Ligny pour la rédaction de son roman La mort peut danser (inspiré du nom du groupe de Lisa Gerrard). Le nom de l'héroïne, Alyz Gerrardi, est l'anagramme de Lisa Gerrard.
Elle est également mentionnée dans les remerciements des deux pièces de théâtre de Sylvain Grandhay, Médée endeuillée et Philoctète ou le triangle insulaire, publiées aux Éditions du Panthéon.
Lisa Gerrard est en outre citée dans le second tome de la saga Oksa Pollock, La Forêt des égarés, écrite par Anne Plichota et Cendrine Wolf.
Lisa Gerrard est évoquée pour sa voix et sa musique par Cédric Sire dans son thriller Vindict.

## Discographie

### Albums en solo et collaborations
- The Mirror Pool (1995, 4AD)

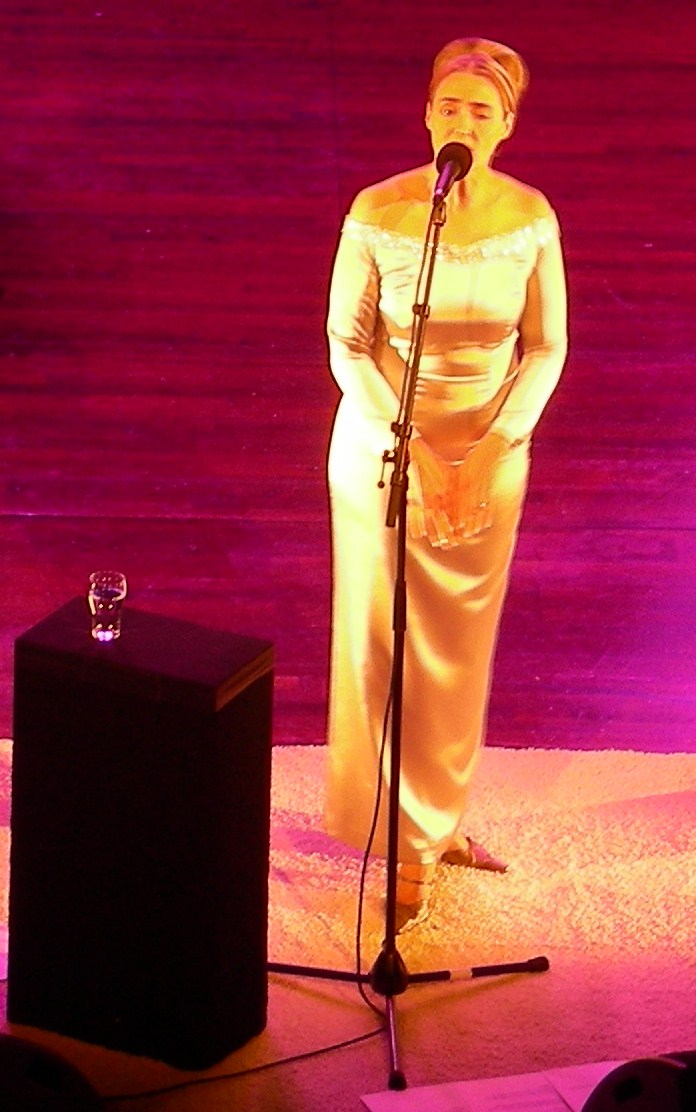
Rotterdam, 2010

- Duality (avec Pieter Bourke, 1998, 4AD)
- chanson Gortoz a ran ("J'attends"), album Irvi (Denez Prigent, 2000)
- chanson An hini a garan ("Celle que j'aime"), album Sarac'h (Denez Prigent, 2003)
- Immortal Memory (avec Patrick Cassidy, 2004, 4AD)
- The Silver Tree (2006)
- The Best of Lisa Gerrard (2007, 4AD)
- Farscape (2008) avec Klaus Schulze
- Rheingold (2008) 2CD+2DVD avec Klaus Schulze
- The Black Opal (Gerrard Records, 2009)
- Departum avec Marcello De Francisci (Gerrard Records, 2010)
- Twilight Kingdom (Gerrard Records, 2014)
- Le Mystère des voix bulgares featuring Lisa Gerrard, album "BooCheeMish" (Prophecy Records, 2018)
- Hiraeth (de et avec Lisa Gerrard et David Kuckhermann, 2018)
- Burn (avec Jules Maxwell)(Atlantic Curve, 2021)

### Œuvre lyrique et collaborations
- Górecki Symphony No.3 : Symphony of Sorrowful Songs, with Genesis Orchestra & Yordan Kamdzhalov (2020)

### Bandes originales de films

#### Longs métrages
- 1999 : Révélations (The Insider) de Michael Mann (co-compositrice avec Pieter Bourke)
- 2000 : Gladiator de Ridley Scott (co-compositrice avec Hans Zimmer)
- 2001 : Ali de Michael Mann (co-compositrice avec Pieter Bourke)
- 2002 : Paï (Whale Rider) de Niki Caro
- 2004 : Layer Cake de Matthew Vaughn (co-compositrice avec Ilan Eshkeri)
- 2008 : Ichi, la femme samouraï (Ichi) de Fumihiko Sori (co-compositrice avec Michael Edwards)
- 2011 : Oranges and Sunshine de Jim Loach
- 2011 : Burning Man de Jonathan Teplitzky
- 2011 : InSight de Richard Gabai (co-compositrice avec Marcello De Francisci)
- 2011 : Samsara de Ron Fricke (co-compositrice avec Michael Stearns et Marcello De Francisci) (documentaire)
- 2013 : The Bible de Mark Burnett et Roma Downey (co-compositrice avec Hans Zimmer et Lorne Balfe) (mini-série)
- 2015 : Jane Got a Gun de Gavin O'Connor (co-compositrice avec Marcello De Francisci)
- 2017 : 2:22 de Paul Currie (co-compositrice avec James Orr)

#### Courts métrages
- 2005 : A Thousand Roads de Chris Eyre (co-compositeur avec Jeff Rona)
- 2008 : Romans 12:20 de Ludwig Shammasian et Paul Shammasian (co-compositeur avec Pieter Bourke et Patrick Cassidy)
- 2009 : Jarin: A Fable by Jim, Knute and Red de Myrton Running Wolf (co-compositeur avec Jon Cordova, Brian Frejo et Max Volume)
- 2012 : My Mind's Own Melody de Josh Wakely (co-compositeur avec Daniel Johns)
- 2013 : Pleroma de Dwayne Cameron

### Bandes originales de films (participations)
- 1993 : Baraka de Ron Fricke (musique de Michael Stearns)
- 2001 : Mission impossible 2 de John Woo (musique de Hans Zimmer)
- 2003 : Les Larmes du Soleil (Tears of the sun) d'Antoine Fuqua (musique de Hans Zimmer)
- 2004 : Man on Fire de Tony Scott (musique de Harry Gregson-Williams)
- 2004 : Salem (mini-série) de Mikael Salomon (musique de Christopher Gordon)
- 2006 : Être sans destin (Sorstalanság) de Lajos Koltai (musique d'Ennio Morricone)
- 2008 : Henry Poole (Henry Poole Is Here) de Mark Pellington (musique de John Frizzell)
- 2011 : Priest de Scott Charles Stewart (musique de Christopher Young)
- 2014 : I, Frankenstein de Stuart Beattie (musique de Johnny Klimek et Reinhold Heil)
- 2014 : Son of God de Christopher Spencer (musique de Lorne Balfe et Hans Zimmer)
- 2014 : La Promesse d'une vie (The Water Diviner) de Russell Crowe (musique de David Hirschfelder)